# Martina Viestová
Martina Viestová est une ancienne joueuse slovaque de volley-ball née le 21 mai 1984 à Poprad. Elle mesure 1,84 m et jouait au poste de passeuse. Elle a totalisė 23 sélections en équipe de Slovaquie.

## Clubs
| Club                    | De        | À         |
| ----------------------- | --------- | --------- |
| Slávia UK Bratislava    | 1999-2000 | 2003-2004 |
| TJ Friedek-Mistek       | 2004-2005 | 2004-2005 |
| VTC Pezinok             | 2005-2006 | 2005-2006 |
| OMS Senica              | 2006-2007 | 2007-2008 |
| VK Doprastav Bratislava | 2008-2009 | 2009-2010 |
| SK UP Olomouc           | 2010-2011 | 2010-2011 |
| 1. VC Wiesbaden         | 2011-2012 | 2013-2014 |

## Palmarès
- Championnat de Slovaquie
  - Vainqueur : 2003, 2004, 2007, 2009.
- Coupe de Slovaquie
  - Vainqueur : 2004, 2007, 2009.
  - Finaliste : 2006, 2010.
- Coupe d'Allemagne
  - Finaliste : 2013.